# Infomart

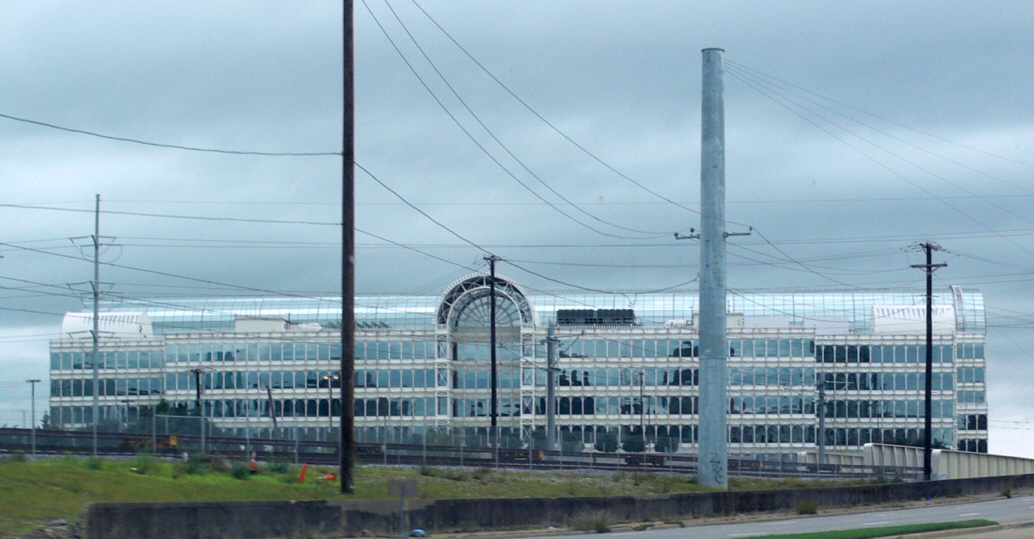
Infomart

Infomart is een van de grootste gebouwen in de Amerikaanse stad Dallas.

## Geschiedenis
Infomart werd gebouwd op de plaats waar het P.C. Cobb Stadium lag, het stadion waar in 1969 de in 1981 opgeheven voetbalclub Dallas Tornado de thuiswedstrijden speelde. Infomart kostte 97 miljoen dollar en werd geopend op 21 januari 1985. De eerste jaren werd het gebouw gebruikt als permanente handelsbeurs voor bedrijven op het gebied van informatietechnologie (IT). Heden is Infomart in gebruik als datacenter en kantoorgebouw voor meer dan honderd informatietechnologie- en telecommunicatie-bedrijven.
Het gebouw heeft zeven verdiepingen en een vloeroppervlak van circa 150.000 vierkante meter.

## Ontwerp
Het gebouw heeft een staalskelet met vliesgevel van metaal en glas. Het ontwerp is gebaseerd op het Crystal Palace, een groot doorzichtig gebouw dat werd gebouwd voor de wereldtentoonstelling van 1851 in Hyde Park (Londen). Infomart is door het Britse parlement tot de officiële opvolger van het Crystal Palace benoemd.